# Williamson megye (Illinois)
Williamson megye az Amerikai Egyesült Államokban, azon belül Illinois államban található. Megyeszékhelye és legnagyobb városa Marion. Lakosainak száma 67 153 fő (2020. április 1.). Williamson megye Franklin, Johnson, Saline, Pope, Union és Jackson megyékkel határos.

## Népesség
A megye népességének változása:
| Lakosok száma | 66 430 | 66 735 | 66 714 | 66 924 | 67 466 | 67 153 |
|               | 2010   | 2011   | 2012   | 2013   | 2015   | 2020   |